# Сосновский, Сергей Валентинович
Серге́й Валенти́нович Сосно́вский (1 января 1955, с. Мокруша, Канский район, Красноярский край — 3 июля 2022, Москва) — советский и российский актёр театра и кино. Народный артист Российской Федерации (2004).

## Биография
Сергей Сосновский родился 1 января 1955 года в селе Мокруша Канского района Красноярского края.
В 1977 году окончил Саратовское театральное училище имени И. А. Слонова (руководитель курса — Надежда Дмитриевна Шляпникова).
Работал в Саратовском театре юного зрителя. Принял решение оставить ТЮЗ и создать свой театр в одном из городов Сибири, но был буквально на вокзале перехвачен режиссёром Саратовского театра драмы А. И. Дзекуном, который смог его убедить остаться в Саратове. Много лет после этого Сосновский работал в Саратовском театре драмы.
С апреля 2004 года по приглашению Олега Павловича Табакова работал в Московском Художественном театре имени А. П. Чехова.
Сотрудничал с Московским театром Олега Табакова.
В театральном сезоне 2008—2009 годов с успехом исполнил роль Андрея Григорьевича Сарафанова в спектакле «Старший сын» по пьесе Александра Вампилова в постановке Константина Богомолова на сцене Московского театра-студии под руководством Олега Табакова.
Амплуа: романтический герой, трагический герой, комик-буфф, неврастеник.
В 2017 году после тяжёлого перелома и развившегося остеомиелита, актёру ампутировали левую ногу. Несмотря на это, он смог вернуться в профессию.

### Смерть
Скончался 3 июля 2022 года в Москве после тяжёлой болезни, на 68-м году жизни. Последними ролями для артиста стали Сумароков в спектакле «В окопах Сталинграда», Шейлок в «Венецианском купце» и Томас в спектакле «Враки, или Завещание барона Мюнхгаузена». Церемония прощания состоялась 6 июля в МХТ имени Чехова. Похоронен на Троекуровском кладбище (уч. №21).

## Личная жизнь
Был дважды женат.
- Первая жена — бывшая однокурсница по театральному училищу и актриса Саратовского ТЮЗа Любовь Новикова (Сосновская)[16].

- Сын Роман (р. 22 мая 1978 г.), музыкант.

- Дочь — Дарья Андрюшенко (р. 22 июня 1987 г.), актриса Саратовского ТЮЗа.

- Внуки: Михаил, Ульяна.

- Вторая жена — Юлия (р. 27 июня 1969 г.)[17].

## Творчество

### Роли в театре

#### Саратовский театр юного зрителя (ТЮЗ)
- «Чайка» А. П. Чехов — Треплев
- «Что делать?» Чернышевского — Чернышевский
- «Как вам это понравится» Шекспира — Шут Оселок
- «Маленькая Баба-Яга» О. Пройслера. Режиссёр: Юрий Ошеров — Ворон Абрахас

#### Саратовский государственный академический театр драмы
- 1986 — «Мастер и Маргарита» М. А. Булгакова. Режиссёр: Александр Дзекун — Коровьев
- 1988 — «Багровый остров» Михаил Булгаков Режиссёр: Александр Дзекун (премьера — 16 апреля 1988 года) — Ликки-Тикки
- 1990 — «Христос и мы» по роману Андрея Платонова «Чевенгур». Режиссёр: Александр Дзекун — Прокофий Дванов
- 1988 — «Огонёк в степи» Шорникова. Режиссёр: Александр Дзекун — Саша Ломакин
- «Наш Декамерон» Э. Радзинского. Режиссёр: Александр Дзекун — Он
- «Тамада» А. Галина. Режиссёр: Александр Дзекун — Симон
- 1991 — «Белая гвардия» Михаил Булгаков. Режиссёр: Александр Дзекун (премьера — 26 апреля 1991 года) —
- 1992 — «Додо» Клайва Пэтона. Режиссёр: Александр Дзекун (премьера — 21 апреля 1992 года) —
- 1992 — «Торо» Клайва Пэтона. Режиссёр: Александр Дзекун —
- 1995 — «Тайбеле и её демон» Исаака Зингера. Режиссёр: А. И. Дзекун — Гимпл-дурень
- 1998 — «Берендей» по произведениям Венедикта Ерофеева, Сергея Носова, Алексея Слаповского, Виктора Пелевина, Дмитрия Пригова, Ксении Драгунской. Режиссёр: Антон Кузнецов — Веничка, Шура Дрозд
- «Новый американец» Марьямов А. по С. Довлатову — Марков
- 1998 — «На дне» М. Горького. Режиссёр: Антон Кузнецов — Сатин
- 2000 — «Конкурс» А. Галина — Пухов
- 2003 — «Завтрак у предводителя» И. С. Тургенева. Режиссёр: Игорь Коняев — предводитель
- «Мечтатели» по пьесам «Лес» и «Таланты и поклонники» А. Н. Островского — Счастливцев

#### Московский Художественный театр имени А. П. Чехова (2005-2012)
- 2005 — «Гамлет» Шекспир. Режиссёр: Ю. Бутусов — Дух отца Гамлета, Актёр
- «Господа Головлёвы» М. Е. Салтыков-Щедрин. Режиссёр: Кирилл Серебренников — Владимир Михайлович Головлёв
- 2006 — «Живи и помни» Валентин Распутин. Режиссёр: В. Петров — Михеич, Максим Вологжин, Иннокентий Иванович, Дед Матвей
- 2007 — «Двенадцать картин из жизни художника» Юрий Купер. Режиссёр: Владимир Петров (премьера — 27 февраля 2007 года) — Мишель, водитель
- 2007 — «Человек-подушка (The Pillowman)» Мартин МакДонах. Режиссёр: Кирилл Серебренников — Тупольски
- 2009 — «Трёхгрошовая опера» Бертольда Брехта. Режиссёр: Кирилл Серебренников (премьера — 5 июня 2009 года) — Джонатан Пичем[18]
- 2012 — «Зойкина квартира» Михаила Булгакова. Режиссёр: Кирилл Серебренников — Аллилуйя

#### Московский театр Олега Табакова (2005-2014)
- 2005 — «Болеро» Павла Когоута. Режиссёр: Владимир Петров (премьера — 29 ноября 2005 года) — Томас[19]
- 2008 — «Старший сын» Александра Вампилова. Режиссёр: Константин Богомолов (премьера — 13 ноября 2008 года) — Андрей Григорьевич Сарафанов, 55 лет, музыкант-кларнетист, играет в клубе железнодорожников[9]
- 2014 — «Чайка» Антона Чехова. Режиссёр: Константин Богомолов (премьера — 8 марта 2014 года) — Пётр Николаевич Сорин, брат Ирины Николаевны Аркадиной

### Телеспектакли
- «Мастер и Маргарита» — Коровьев
- «Чевенгур» — Прокофий Дванов

### Роли в кино
- 2004 — Мой сводный брат Франкенштейн
- 2005 — Каменская 4 (фильм № 3 «Двойник») — Василий Тимофеевич Колобушкин, «кум» колонии
- 2006 — Охота на пиранью — химик № 2, уронивший колбу
- 2006 — Звезда солдата — отец Николая
- 2007 — Солдаты 13
- 2007 — Морская душа
- 2008 — Апостол (серии № 5 и № 7) — Брумель
- 2008 — Реальный папа — Мустафа
- 2008 — Москва. Голоса ускользающих истин
- 2008 — День «Д» — Олег Павлович Филиппов, полковник
- 2008 — Юрьев день — Сергеев, следователь
- 2008 — Бородин. Возвращение генерала
- 2009 — Обручальное кольцо — Алексей Иванович Зотов
- 2009 — Исаев — врач Максима Исаева
- 2010 — Черчилль (эпизод «Гости из прошлого») — Андрей Михайлович Полозов
- 2010 — Нанолюбовь — Алексей Петрович Даров, профессор, создатель наноробота
- 2010 — Всё к лучшему — Фёдор Бармин
- 2010 — Жить — старик-алкоголик
- 2010 — Петля — Александр Смеляков
- 2010 — Зверобой 2 — Слипер
- 2011 — Чужие крылья — Никита Сергеевич Прохоров, деревенский староста
- 2011 — Случайный свидетель
- 2011 — Мой папа Барышников — Семён Петрович
- 2011 — Товарищи полицейские — Иван Григорьевич Матросов, подполковник полиции, начальник 13-го отдела по раскрытию краж
- 2012 — Однажды в Ростове — Фёдор Евсюков, старший мастер на новочеркасском заводе
- 2012 — Восьмидесятые 2 — Лев Борисович Бородин, отец Инги, представитель автозавода «ГАЗ» во Франции
- 2012 — Метро — Петрунин («Сергеич»), тоннельный обходчик
- 2012 — Развод — Николай Иванович, отец Натальи и Надежды
- 2013 — Ангел или демон — Матвей
- 2013 — Шулер — Борис Аркадьевич Замш
- 2013 — Тихая охота — Антон Иванович Баринов («Борода»), вор в законе
- 2013 — Дело чести — Виктор Петрович Левашов («Седой»), криминальный авторитет
- 2013 — Ловушка — Роман Богданович Смирнов («Мирный»), криминальный авторитет
- 2013 — Кухня 3 (серия № 52) — Кирилл Ильич (дед Кирилл), недружелюбный сосед ресторана
- 2014 — Господа-товарищи — Рихард Оттович Домбергс, начальник отдела по борьбе с бандитизмом Московского уголовного розыска (МУРа)
- 2014 — Куприн. Поединок — старик
- 2015 — Метод — Вадим Михайлович Бергич, главный врач психиатрической больницы № 13
- 2015 — Город — Пётр Гаврилович Шунин («Змей»)
- 2016 — Чемпионы: Быстрее. Выше. Сильнее — тренер борца Александра Карелина
- 2016 — Гастролёры — Сергей, отец Вовы и Мишани, вор-рецидивист
- 2017 — Неизвестный — Пётр Крамер, учёный химик-биолог
- 2017 — Троцкий — Давид Бронштейн
- 2017 — Серебряный бор — Пастухов («Пастух»)
- 2017 — По ту сторону смерти (фильм № 2 «Остров») — Антон Антонович Красильников, смотритель маяка на острове, дед Насти
- 2017 — Отчий берег — Лукьян Потапович Петухов, отец Дарьи
- 2018 — Ищейка 2 (серия № 14) — Михаил Петрович Тарасов, постоялец пансионата, бывший подводник, капитан 3-го ранга
- 2018 — Пуля — Владимир Николаевич Лыков, генерал-полковник ФСБ
- 2018 — Динозавр — старый вор
- 2018 — Русалки — Фёдор Никанорович, участковый на пенсии
- 2018 — Как я стал русским
- 2018 — Лучше, чем люди — Алексей Степанович Лосев, глава комитета Государственной думы по кибербезопасности
- 2019 — Прыжок Богомола — дед Гриша
- 2019 — Завод — Казак
- 2019 — Одесса — Жора, дед Ирки
- 2019 —  В кейптаунском порту — моряк
- 2020 — Один вдох — Валерий, отец Марины Гордеевой
- 2020 — Грозный — боярин Репнин
- 2020 — Катран — Геннадий Викторович Полохов, директор «Рюмочной»
- 2020 — Запретная зона — дед Анисим
- 2020 — Доктор Лиза — Георгий Андреевич Флаповский
- 2020 — Бег — Николай Александрович Корецкий, учёный-физик
- 2021 — Вампиры средней полосы — Фёдор Игнатьевич Зеленцов
- 2021 — Тайна Лилит — Геннадий Иванович Болотарёв
- 2021 — Близнец — Олег Георгиевич Смолин, генерал СВР
- 2021 — Инсомния — Родион Ильич Белозёров
- 2021 — Коса — Сергей Рахманов
- 2022 — Тверская (сериал) — Отец

## Признание и награды
- 1993 — почётное звание «Заслуженный артист Российской Федерации» — «за заслуги в области театрального искусства»[20]
- 2000 — приз Саратовского областного фестиваля «Золотой Арлекин» за лучшую мужскую роль
- 2004 — почётное звание «Народный артист Российской Федерации» — «за большие заслуги в области искусства»[3]
- 2006 — лауреат премии Благотворительного фонда Олега Табакова «За талантливое многообразие характерных ролей в спектаклях МХТ имени А. П. Чехова последних лет»[5]
- 2007 — лауреат театральной премии «Чайка» в номинации «Синхронное плавание» «За лучший актёрский ансамбль» (в числе всех актёров спектакля) — за роль Тупольски в спектакле «Человек-подушка» («The Pillowman») на сцене МХТ имени А. П. Чехова[5][21]
- 2008 — лауреат премии Благотворительного фонда Олега Табакова «За способность открывать новые возможности актёрского искусства в познании причудливых извивов человеческой психики» — за роль Тупольски в спектакле «Человек-подушка» («The Pillowman») на сцене МХТ имени А. П. Чехова[5]
- 2009 — лауреат премии Благотворительного фонда Олега Табакова — за роль Андрея Григорьевича Сарафанова в спектакле «Старший сын» по пьесе Александра Вампилова в постановке Константина Богомолова на сцене Московского театра-студии под руководством Олега Табакова[5][22]
- 2009 — лауреат театральной премии газеты «Московский комсомолец» в номинации «Лучшая мужская роль» за 2009 год — за роль Андрея Григорьевича Сарафанова в спектакле «Старший сын» по пьесе Александра Вампилова в постановке Константина Богомолова на сцене Московского театра-студии под руководством Олега Табакова[23]
- 2009 — лауреат премии «Звезда театрала» в категории «Лучший ансамбль» (совместно с Андреем Фоминым, Юрием Чурсиным, Евгением Миллером, Яной Сексте) — за работу в спектакле «Старший сын» по пьесе Александра Вампилова в постановке Константина Богомолова на сцене Московского театра-студии под руководством Олега Табакова[24]